# Eltern (Film)
Eltern ist ein deutscher Spielfilm aus dem Jahr 2013. Die Tragikomödie von Regisseur Robert Thalheim beschreibt die Schwierigkeiten eines Paares, Kindererziehung und Berufstätigkeit unter einen Hut zu bringen. In den Hauptrollen sind Charly Hübner, Christiane Paul, Paraschiva Dragus und Emilia Pieske zu sehen. Der Film hatte am 28. September 2013 auf dem Zurich Film Festival Premiere und startete am 14. November desselben Jahres in den deutschen Kinos.

## Handlung
Die Anästhesistin Christine und der Theaterregisseur Konrad leben mit ihren beiden Töchtern Käthe und Emma in einer Altbauwohnung in Berlin-Kreuzberg. In den letzten Jahren kümmerte sich Konrad um die Betreuung der Kinder und pausierte in seinem Beruf zugunsten der Karriere seiner Frau, die vor der Beförderung zur Oberärztin steht. Als er jedoch ein gutes Angebot erhält, ein Stück zu inszenieren, möchte er wieder arbeiten.
So wird ein argentinisches Au-Pair-Mädchen engagiert, das jedoch den Anforderungen nicht gewachsen ist. Isabel spricht kaum Deutsch, ist eigentlich nur nach Deutschland gekommen, um zu studieren, und ist dazu noch schwanger. Konrad ist nicht bereit, erneut zurückzustehen und besteht darauf, dass Christine sich nun um die Familie kümmert, was diese auch verspricht. Doch schon am ersten Tag wird sie in der Klinik aufgehalten und die Kinder sind in der Wohnung auf sich allein gestellt.
Konrad stellt Christine zur Rede und verlässt die gemeinsame Wohnung. Er zieht ins Theater, um sich besser auf seine Arbeit konzentrieren zu können, und um Schwierigkeiten, sich gegenüber dem Schauspielerensemble mit seinen Vorstellungen durchsetzen zu können, begegnen zu können.
Christine ist derweil mit der Betreuung der Kinder überfordert, die sie nicht als Respektsperson wahrnehmen. Besonders von Käthe, der zehnjährigen Erstgeborenen bekommt sie reichlich Gegenwind. Zudem muss sie sich um Isabel kümmern, die unsicher ist, ob sie ihr Kind bekommen will oder nicht. Sie sucht Konrad im Theater auf, er reagiert jedoch abweisend auf ihren Besuch. Als sie ihn anderntags auf der Straße in Begleitung seiner Ausstatterin Julie antrifft, unterstellt sie ihm eine Affäre, hat sie doch selber eine mit einem Kollegen aus der Klinik. Konrad sucht die Klärung, wird jedoch von der eigenen Tochter an der Wohnungstür abgewiesen.
Erst als Isabel mit den beiden Töchtern verschwindet und zunächst nicht wieder auftaucht, raufen Christine und Konrad sich zusammen. Es bleibt jedoch offen, wie es mit der Familie weitergeht.

## Kritiken
Der Film bekam überwiegend positive Kritiken. Martin Schwickert bezeichnet ihn bei Zeit Online als „in jeder Szene vollkommen authentisch“ und hält es für „hervorragend gelungen“, „die großen Themen in ganz persönlichen Geschichten“ aufzuzeigen. Anke Dürr bescheinigt Robert Thalheim bei Spiegel Online, die Geschichte „pointiert erzählt“ zu haben und das „mit einer Genauigkeit, die weh tut“. Doch es mache auch Spaß, den Schauspielern zuzuschauen. Anke Westphal meint dagegen in der Berliner Zeitung, am besten spielten die Kinder. Ihnen zuzusehen, sei „schlicht atemberaubend.“ Ansonsten schaue man diesen „nicht so sehr erheblichen Mittelschichtsproblemen (...) recht ungerührt zu“.

## Auszeichnungen
Der Film war bei der Wahl zum Jupiter 2014 in den Kategorien Bester deutscher Film (Robert Thalheim), Bester deutscher Darsteller (Charly Hübner) und Beste deutsche Darstellerin (Christiane Paul) nominiert.